# Johan Falk: GSI - Gruppen för särskilda insatser
Johan Falk: GSI - Gruppen för särskilda insatser, es una película de acción estrenada el 26 de junio de 2009 dirigida por Anders Nilsson. La película es la cuarta entrega de la franquicia y forma parte de las películas de Johan Falk.

## Historia
El oficial de policía Johan Falk regresa a Gothenburg y comienza a trabajar exitosamente para el servicio especial "GSI", sin embargo la relación entre la unidad y los criminales pronto lo introduce en un mundo que nunca pensó que existía.

## Personajes

### Personajes principales
| Actor               | Personaje          | Ocupación                |
| ------------------- | ------------------ | ------------------------ |
| Jakob Eklund        | Johan Falk         | Oficial de la Unidad GSI |
| Joel Kinnaman       | Frank Wagner       | Informante               |
| Jens Hultén         | Seth Rydell        | Gánster                  |
| Meliz Karlge        | Sophie Nordh       | Oficial de la Unidad GSI |
| Henrik Norlén       | Lasse Karlsson     | -                        |
| Mikael Tornving     | Patrik Agrell      | Jefe de la Unidad GSI    |
| Reuben Sallmander   | Tommy Ridders      | Oficial de la Unidad GSI |
| André Sjöberg       | Dick Jörgensen     | Oficial de la Unidad GSI |
| Martin Wallström    | Martin Borhulth    | -                        |
| Jacqueline Ramel    | Anja Månsdottir    | Detective Inspectora     |
| Lars G. Svensson    | Lennart Jägerström | -                        |
| Zeljko Santrac      | Matte              | Oficial de la Unidad GSI |
| Marie Richardson    | Helén Andersson    | -                        |
| Ruth Vega Fernandez | Marie Lindell      | -                        |

### Personajes secundarios
| Actor                     | Personaje        | Ocupación                             |
| ------------------------- | ---------------- | ------------------------------------- |
| Maria Hörnelius           | Franzén          | Oficial del Condado                   |
| Fredrik Dolk              | Peter Kroon      | Detective Inspector                   |
| Christian Brandin         | Conny Lloyd      | Gánster / Miembro de la Banda de Seth |
| Anders Gustavsson         | Victor Eriksen   | Gánster / Miembro de la Banda de Seth |
| Erik Lundin               | Macke G:sson     | Gánster / Miembro de la Banda de Seth |
| Tomas Glaving             | Skägget          | Criminal                              |
| Pelle Bolander            | Eric Davoda      | -                                     |
| Bahador Foladi            | Chris Amir       | -                                     |
| Ulf Michal                | Taggen           | -                                     |
| Roy Hansson               | Kenneth Alm      | -                                     |
| Johan Karlberg            | Ove Wagner       | Padre de Frank                        |
| Doris Funcke              | Josephine Wagner | -                                     |
| Rasmus Lindgren           | Christian Wagner | -                                     |
| Jerker Fahlström          | Borglund         | -                                     |
| Camilla Lundén            | Niki             | -                                     |
| Alexander Lindman         | Jens Wickman     | -                                     |
| Jovan Siladji             | Gnistan Wedberg  | -                                     |
| Jonas Sjöqvist            | Roger Nordh      | exesposo de Sophie                    |
| Hanna Alsterlund          | Nina Andersson   | Hijastra de Johan                     |
| Isidor Alcaide Backlund   | Ola Falk         | Hijo de Johan y Helén                 |
| Åsa Fång                  | Nadja Agrell     | Esposa de Patrick                     |
| Tom Lidgard               | Max Agrell       | Hijo de Patrick y Nadja               |
| Dennis Alvdén             | Robin Agrell     | Hijo de Patrick y Nadja               |
| Loke Löfgren              | Kalle Wagner     | Hijo de Frank y Marie                 |
| Hanna Ullerstam           | Ann-Louise Rojas | -                                     |
| Rajko Radovanov           | -                | Padre de Matte                        |
| Valerica Predescu         | -                | Madre de Davoda                       |
| Anna-Carin Henricsson     | -                | Oficial de la Carretera               |
| Bo Lyckman                | -                | Detective con Josephine               |
| Jonas Granat              | -                | Detective con Josephine               |
| Jonas Arlmark             | -                | Oficial de Policía Piketen            |
| Madeleine Barwén Trollvik | -                | Tutora                                |
| Renny Olausson            | -                | Sacerdote                             |
| Johan Bjerkman            | -                | Seguridad del Hotel                   |
| Liselott Ehrnberg         | -                | Detective Forense                     |
| Bength Eriksson           | -                | Detective Forense                     |
| Enar Gustavsson           | -                | Detective Forense                     |
| Göran Sjöberg             | -                | Oficial de Policía en el Hotel        |
| Netti Lindberg            | -                | Oficial de Policía en el Hotel        |
| Laban Eliasson            | -                | Oficial de Policía en el Hotel        |
| Ola Hedén                 | -                | Oficial de Policía en el Garage       |
| Per Trollvik              | -                | Oficial de Policía en el Garage       |
| Robert Follin             | -                | Portero con epistaxis                 |
| Susanne Palmkvist         | -                | Esposa de Davoda                      |
| Axel Johansson            | -                | Hijo de Davoda                        |
| Allen Kulluvaara          | -                | Hijo de Davoda                        |
| Sebastian Sandblom        | -                | Hijo de Davoda                        |
| Anna Saari                | -                | Mujer en el Elevador                  |
| Carl Peter Carlsson       | -                | Agente de Tráfico                     |
| Måns Ellmark              | -                | Oficial del Equipo SWAT               |
| Göran Sjögren             | -                | Oficial de Policía                    |

## Producción
La película fue dirigida por Anders Nilsson, escrita por Nilsson y Joakim Hansson en la idea, concepto y personajes.
Producida por Joakim Hansson, con la participación de los ejecutivos Klaus Bassiner, Tomas Eskilsson, Lone Korslund, Claudia Schröder, Åsa Sjöberg, Henrik Stenlund y el productor de línea Marcus Björkman. 
La edición estuvo a cargo de Marianne Lindekrantz.
La música estuvo bajo el cargo de Bengt Nilsson, mientras que la cinematografía en manos de Per-Arne Svensson. 
Filmada en Gotemburgo, Västra Götalands län, en Suecia.
La película fue estrenada el 26 de junio de 2009 en con una duración de 1 hora con 58 minutos en Suecia.	
Contó con la participación de la compañía de producción "Strix Drama" en colaboración con "Film Väst", "Bremedia Produktion", "Nordisk Film", "TV4 Sweden", "Nordisk Film- & TV-Fond", "Zweites Deutsches Fernsehen (ZDF)", en apoyo de "Svenska Filminstitutet (SFI)". También contó con "Modern Studios"
En el 2009 la película fue distribuida por "Nordisk Film" y en el 2010 por "TV4 Sweden" en Suecia y en el 2014 por "Viasat 6" en Hungría.

### Emisión en otros países
| País     | Título                                                                                           | Fecha de Estreno        |
| -------- | ------------------------------------------------------------------------------------------------ | ----------------------- |
| Alemania | GSI - Spezialeinheit Göteborg: Zwischen den Fronten                                              | 6 de noviembre de 2009  |
| Hungría  | Johan Falk: GSI: Speciális akciócsoport Johan Falk: Kiemelt ügyek csoportja (título promocional) | 27 de diciembre de 2014 |
| Rusia    | Юхан Фальк                                                                                       | -                       |